# Johnny "J"
Johnny "J" (anglès: Johnny Lee Jackson)  (Ciudad Juárez, 28 d'agost de 1969 - Los Angeles, 3 d'octubre de 2008), conegut en la indústria musical com Johnny "J", va ser un productor musical, compositor de rap que és recordat per les seves produccions en els àlbums de Tupac Shakur "All Eyez on Me" i "Me Against the World", i en diversos pòstums. Va néixer en Juárez, Mèxic, i va créixer en South Central Los Angeles. Johnny "J" va ser copropietari i CEO de Klock Work Entertainment.

## Biografia

### Primeres produccions
Johnny va produir el senzill "Knockin' Boots" del seu company Candyman, per al seu àlbum Ain't No Shame in My Game de 1990, que va ser certificat platí. També va produir donem amb el raper Shade Sheist, en aquells dies conegut com Shady Montage.

### 2Pac, Death Row i àlbum en solitari (1993—1997)
Després de nombroses nominacions per Candyman, Johnny J va conèixer a 2Pac i va gravar nou cançons amb ell en tres dies. Seguidament, Johnny va produir "Pour Out a Little Liquor", que va aparèixer en la banda sonora de Above the Rim i en l'àlbum de 2Pac Thug Life: Volume 1. La banda sonora va ser doble platí i va guanyar el premi a la millor banda sonora de l'any en els premis de la revista The Source de 1995.
Johnny va produir la cançó "Death Around The Corner" del tercer àlbum en solitari de 2Pac Em Against The World. L'àlbum va ser número 1 en la llista de Billboard 200.
Mentre 2Pac complia condemna a la presó el 1995, Johnny J va gravar i va llançar el seu àlbum debut I Gotta Be Em, que comptava amb dos senzills: "Get Away From Em" (amb video musical) i "Dig Um' Out". Johnny va produir l'àlbum íntegre, i fins i tot va mostrar les seves habilitats amb el micròfon en "Love's the Way". La base musical de la cançó "Better Off" seria més tard usada per "Picture Em Rollin'" de l'àlbum All Eyez On Me de 2Pac el 1996.
Després de sortir de la presó el 1995, 2Pac va col·laborar amb Johnny J en el seu àlbum debut en Death Row Records All Eyez On Me. El doble àlbum va ser llançat a l'any següent, i Johnny J va produir els èxits "All Bout O", "How Do O Want It" i "Life Goes On". També ho va fer amb els temes "Thug Passion", "Shorty Wanna Be A Thug", "Wonda Why They Call O Bitch", "Run tha Streetz", "All Eyez on Me", "What'z Ja Phone #" i "Picture Em Rollin'"

### Altres projectes (1997—2006)
Abans de la mort de 2Pac, Johnny va produir 100 cançons per al raper, un gran nombre d'elles encara no alliberades. Moltes de les col·laboracions de Johnny amb 2Pac van ser remesclades per a àlbums pòstums com Until The End Of Time, Better Dayz i R O Still Down? (Remember Em), mentre que només unes poques van romandre en la seva forma original.
Johnny també va compondre música per a pel·lícules com Gridlock'd. El primer artista amb el qual Johnny va treballar després de la mort de 2Pac va ser Bizzy Bone del grup Bone Thugs-n-Harmony. Johnny va produir les cançons "Thugz Cry" i "Nobody Ca Stop Em" de l'àlbum Heavenz Movie, que posteriorment seria certificat or.
Juntament amb Napoleon de Outlawz, i Val Young, Johnny va llançar "Never Forget" en 2004, un tribut a 2Pac. Un video musical va ser llançat juntament amb la cançó, en el qual apareixen molts dels amics més propers a 2Pac.

### Últims anys
Durant el 2006, Johnny J va llançar una cançó en honor de 2Pac pel desè aniversari de la seva mort que s'incloïa en l'àlbum recopilatori del Dr. Mutulu Shakur titulat "A 2Pac Tribute: Dare 2 Struggle". La cançó va ser escrita per Johnny i interpretada pel raper T-Jay.
Al 2008, el raper iranià-canadenc Imaan Faith va col·laborar amb Deejay Ra en l'àlbum debut Let The Truth Be Known en Universal Music Canada, que inclou una cançó amb Johnny J anomenada "Goin 2 Dona Top". També va treballar amb Tatyana Ali en el seu segon àlbum The Light.
El 3 d'octubre de 2008, Johnny va morir a l'edat de 39. Mentre complia condemna per conducció sota els efectes de l'alcohol en el Twin Towers Correctional Facility en Los Angeles, Califòrnia, suposadament es va suïcidar saltant des d'un pis superior.

## Discografia

### Àlbums en solitari
- 1995: I Gotta Be Em